# استخدام المضادات الحيوية في الثروة الحيوانية

رسم بياني لمراكز مكافحة الأمراض والوقاية منها (CDC) حول انتشار البكتيريا المقاومة للمضادات الحيوية من حيوانات المزرعة

ان استخدام المضادات الحيوية في الماشية هو استخدام المضادات الحيوية لأي غرض في تربية الماشية، والتي تشمل العلاج عند المرض (علاجي)، وعلاج مجموعة من الحيوانات عندما يتم تشخيص إصابة واحدة على الأقل بالعدوى السريرية (الميتافيلاكسيس)، والعلاج الوقائي. وتعد المضادات الحيوية أداة مهمة لعلاج الأمراض الحيوانية والإنسانية وحماية صحة الحيوان ورفاهيته، ودعم سلامة الأغذية. ومع ذلك إذا تم استخدامها بشكل غير مسؤول فقد يؤدي ذلك إلى مقاومة المضادات الحيوية التي قد تؤثر على صحة الإنسان والحيوان والبيئة.
بينما تختلف مستويات الاستخدام بشكل كبير من بلد إلى آخرفعلى سبيل المثال، تستخدم بعض دول شمال أوروبا كميات منخفضة جدًا لعلاج الحيوانات مقارنة بالبشر، جميع أنحاء العالم، تستهلك حيوانات المزرعة ما يقدر بنحو 73% من مضادات الميكروبات (المضادات الحيوية بشكل أساسي). وعلاوة على ذلك، تقدر دراسة أجريت في عام 2015 أن استخدام المضادات الحيوية الزراعية العالمية سيزداد بنسبة 67% من عام 2010 إلى عام 2030، ويرجع ذلك أساسًا إلى الزيادات في الاستخدام في البلدان النامية في مجموعة بريك.
تعد زيادة استخدام المضادات الحيوية أمرًا مثيرًا للقلق حيث تعتبر مقاومة المضادات الحيوية تهديدًا خطيرًا لرفاهية الإنسان والحيوان في المستقبل، ويمكن أن تؤدي المستويات المتزايدة من المضادات الحيوية أو البكتيريا المقاومة للمضادات الحيوية في البيئة إلى زيادة عدد الإصابات المقاومة للأدوية في على حد سواء. و تعد الأمراض البكتيرية سببًا رئيسيًا للوفاة، ومن شأن المستقبل بدون المضادات الحيوية الفعالة أن يغير بشكل جذري الطريقة التي يمارس بها الطب البشري والطب البيطري الحديث. ومع ذلك، يتم الآن إدخال تشريعات وقيود أخرى علوى استخدام المضادات الحيوية في حيوانات المزرعة في جميع أنحاء العالم. في عام 2017 اقترحت منظمة الصحة العالمية بشدة تقليل استخدام المضادات الحيوية في الحيوانات المستخدمة في صناعة الأغذية.
وتم حظر استخدام المضادات الحيوية لأغراض تعزيز النمو في الاتحاد الأوروبي منذ عام 2006، وأصبح استخدام الجرعات العلاجية الفرعية من المضادات الحيوية المهمة طبيًا في علف الحيوانات والمياه لتعزيز النمو وتحسين كفاءة الأعلاف غير قانوني في الولايات المتحدة في 1 كانون الثاني (يناير) 2017، من خلال التغيير التشريعي الذي سنته إدارة الغذاء والدواء (FDA) والتي سعت إلى الامتثال الطوعي من مصنعي الأدوية لإعادة تسمية المضادات الحيوية الخاصة بهم.

## تاريخ
ويلخص كتاب 2018 «Pharming Animals: تاريخ عالمي للمضادات الحيوية في إنتاج الغذاء (1935-2017)» الدور المركزي الذي لعبته المضادات الحيوية في الزراعة: «منذ ظهورها في الثلاثينيات، لم يكن للمضادات الحيوية تأثير كبير فقط على الطب البشري، ولكن أيضًا على إنتاج الغذاء. في المزارع وأساطيل صيد الحيتان وصيد الأسماك وكذلك في مصانع التجهيز وعمليات تربية الأحياء المائية وتم استخدام المضادات الحيوية لعلاج الأمراض والوقاية منها، وزيادة تحويل الأعلاف، والحفاظ على الغذاء.ان انتشارها السريع في جميع مجالات إنتاج الأغذية ومعالجتها كان يُنظر إليه في البداية على أنه قصة تقدم على جانبي الستار الحديدي».
وللتراجع، بينما كانت المضادات الحيوية الطبيعية أو مضادات الجراثيم معروفة للإنسان القديم، ظهرت المضادات الحيوية كما نعرفها في المقدمة خلال الحرب العالمية الثانية للمساعدة في علاج ضحايا الحرب. تم تسجيل أن المضادات الحيوية كانت تستخدم لأول مرة في الزراعة قرب نهاية الحرب، في شكل مستحضرات البنسلين داخل الثدي لعلاج التهاب الضرع البقري. في ذلك الوقت، كان يُنظر إلى الحليب على أنه منتج زراعي شديد الحساسية للتلوث البكتيري، ورحب المزارعون بفرصة «تنقية» منتجاتهم من أجل سلامة المستهلكين؛ في وقت لاحق فقط تحول هذا القلق من الحمل البكتيري للمنتج إلى البقايا التي قد تنتج عن المعالجة في وقت غير مناسب أو غير منظم.
قد اتبع استخدام المضادات الحيوية لعلاج الأمراض والوقاية منها مسارًا مشابهًا للمسار المستخدم في الطب البشري من حيث التطبيقات العلاجية لعلاج الأمراض وإدارتها وتحسين صحة السكان، وتطبيق إستراتيجية كل حالة على حدة. العلاجات الوقائية عندما تعتبر الحيوانات في خطر معين. ومع ذلك، في أواخر الأربعينيات من القرن الماضي، وجدت الدراسات التي فحصت مكملات B12 في وجبات الكتاكيت أن B12 المنتج من تخمير Streptomyces aureofaciens، وهو مضاد حيوي يستخدم في الطب البشري، أدى إلى زيادة وزن الكتاكيت بشكل أفضل من B12 الذي تم توفيره من مصادر أخرى، وكمية مخفضة من العلف لجلب الطيور إلى وزن السوق. أظهرت دراسات أخرى أجريت على أنواع حيوانية أخرى تأثيرًا مشابهًا للنمو وكفاءة الأعلاف، مما أدى إلى أنه مع انخفاض تكلفة المضادات الحيوية، تم تضمينها بشكل متزايد عند مستويات منخفضة (`` شبه علاجية '') في علف الماشية كوسيلة لزيادة الإنتاج من البروتين الحيواني الميسور التكلفة لتلبية احتياجات السكان الذين يتزايد عددهم بسرعة في فترة ما بعد الحرب. تزامن هذا التطور مع زيادة حجم المزارع الفردية ومستوى حبس الحيوانات عليها، وبالتالي أصبحت العلاجات الروتينية بالمضادات الحيوية أكثر الوسائل فعالية من حيث التكلفة لعلاج المرض المتوقع الذي قد ينشأ في بعض الأحيان نتيجة لذلك. تبنى الطب البيطري بشكل متزايد الاستخدام العلاجي والميتافيليكتيكي والوقائي الاستراتيجي للمضادات الحيوية لعلاج الأمراض. كما نما الاستخدام الروتيني للمضادات الحيوية لتحفيز النمو والوقاية من الأمراض.

## تحفيز النمو
وفي عام 1910 في الولايات المتحدة، أدى نقص اللحوم إلى احتجاجات ومقاطعات. وبعد هذا النقص وغيره من حالات النقص، طالب الجمهور الحكومة بإجراء أبحاث حول استقرار الإمدادات الغذائية. منذ القرن العشرين، كان على الإنتاج الحيواني في مزارع الولايات المتحدة تربية كميات أكبر من الحيوانات خلال فترة زمنية قصيرة لتلبية طلبات المستهلكين الجديدة. فقد تم اكتشاف في الأربعينيات من القرن الماضي أن تغذية المستويات العلاجية الفرعية من المضادات الحيوية أدت إلى تحسين كفاءة الأعلاف وتسريع نمو الحيوانات. فبعد هذا الاكتشاف، نشر السياناميد الأمريكي بحثًا يؤسس ممارسة استخدام محفزات نمو المضادات الحيوية. بحلول عام 2001، نمت هذه الممارسة كثيرًا لدرجة أن تقريرًا صادر عن اتحاد العلماء المهتمين وجد أن ما يقرب من 90% من إجمالي استخدام مضادات الميكروبات في الولايات المتحدة كان لأغراض غير علاجية في الإنتاج الزراعي. من المعروف أن بعض المضادات الحيوية، عند إعطائها بجرعات منخفضة، تعمل على تحسين كفاءة تحويل الأعلاف (المزيد من الإنتاج، مثل العضلات أو الحليب، لكمية معينة من العلف) وقد تعزز نموًا أكبر، على الأرجح من خلال التأثير على فلورا الأمعاء. يمكن استخدام الأدوية المدرجة أدناه لزيادة نسبة تحويل العلف وزيادة الوزن، ولكن لا يُسمح قانونًا باستخدامها لهذه الأغراض بعد الآن في الولايات المتحدة. بعض الأدوية المدرجة أدناه هي حاملات شاردة، وهي كوكيديوستات ولا يتم تصنيفها كمضادات حيوية في العديد من البلدان؛ لم يثبت أنها تزيد من خطر الإصابة بالعدوى المقاومة للمضادات الحيوية لدى البشر.
| باسيتراسين                   | الببتيد  | الأبقار والدجاج والخنازير والديك الرومي. يروّج لإنتاج البيض في الدجاج |
| بامبرمايسين                  |          | الأبقار والدجاج والخنازير والديك الرومي.                             |
| كاربادوكس                    |          | الخنازير                                                             |
| ليدلوميسين                   |          | ماشية لحم البقر                                                      |
| لازالوسيد                    | ايونوفور | الأبقار                                                              |
| لينكومايسين                  |          | دجاج وخنازير                                                         |
| مونينسين                     | ايونوفور | الأبقار والأغنام. يروّج لإنتاج الحليب في أبقار الألبان                |
| نيومايسين / أوكسي تتراسيكلين |          | الأبقار والدجاج والخنازير والديك الرومي                              |
| البنسلين                     |          | الدجاج والخنازير والديك الرومي                                       |
| روكسارسون                    |          | الدجاج والديك الرومي                                                 |
| سالينوميسين                  | ايونوفور |                                                                      |
| تايلوزين                     |          | دجاج وخنازير                                                         |
| فيرجينياميسين                | الببتيد  | الأبقار والدجاج والخنازير والديك الرومي                              |

وتعتبر ممارسة استخدام المضادات الحيوية لتحفيز النمو مشكلة للأسباب التالية:
- إنه أكبر استخدام لمضادات الميكروبات في جميع أنحاء العالم
- ينتج عن الاستخدام العلاجي للمضادات الحيوية مقاومة البكتيريا
- يتم استخدام كل فئة مهمة من المضادات الحيوية بهذه الطريقة، مما يجعل كل فئة أقل فعالية.
- البكتيريا التي يتم تغييرها تضر البشر

## مقاومة المضادات الحيوية

### آليات تطوير المقاومة
ويمكن أن تحدث مقاومة المضادات الحيوية - غالبًا ما يشار إليها باسم مقاومة مضادات الميكروبات (AMR) على الرغم من أن هذا المصطلح يغطي مضادات الفيروسات ومضادات الفطريات والمنتجات الأخرى - عندما تكون المضادات الحيوية موجودة بتركيزات منخفضة جدًا لمنع نمو البكتيريا، ومما يؤدي إلى استجابات خلوية في البكتيريا والتي تسمح منهم للبقاء على قيد الحياة. ويمكن لهذه البكتيريا بعد ذلك أن تتكاثر وتنشر جيناتها المقاومة للمضادات الحيوية إلى أجيال أخرى، مما يزيد من انتشارها ويؤدي إلى عدوى لا يمكن علاجها بالمضادات الحيوية. هذه مسألة مثيرة للقلق بشكل متزايد حيث تعتبر مقاومة المضادات الحيوية تهديدًا خطيرًا في المستقبل لرفاهية الإنسان. تعد الأمراض المعدية السبب الرئيسي الثالث للوفاة في أوروبا، وسيؤدي المستقبل بدون مضادات حيوية فعالة إلى تغيير طريقة ممارسة الطب الحديث بشكل جذري.

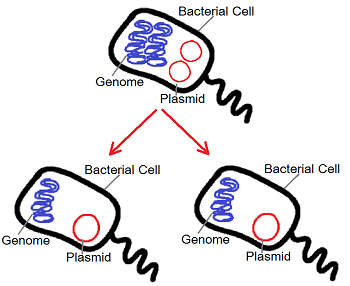
الاقتران البكتيري

ويمكن للبكتيريا أن تغير ميراثها الجيني من خلال طريقتين رئيسيتين، إما عن طريق تحور مادتها الجينية أو الحصول على واحدة جديدة من بكتيريا أخرى. هذا الأخير هو الأكثر أهمية في إحداث سلالات البكتيريا المقاومة للمضادات الحيوية في الحيوانات والبشر. إحدى الطرق التي يمكن أن تحصل بها البكتيريا على جينات جديدة هي من خلال عملية تسمى الاقتران والتي تتعامل مع نقل الجينات باستخدام البلازميدات. تحمل هذه البلازميدات المقترنة عددًا من الجينات التي يمكن تجميعها وإعادة ترتيبها، والتي يمكن أن تمكن البكتيريا بعد ذلك من تبادل الجينات المفيدة فيما بينها لضمان بقائها على قيد الحياة ضد المضادات الحيوية وجعلها غير فعالة في علاج الأمراض الخطيرة لدى البشر، ومما يؤدي إلى كائنات مقاومة للأدوية المتعددة.
ومع ذلك من المهم ملاحظة أن مقاومة المضادات الحيوية تحدث أيضًا بشكل طبيعي، حيث إنها استجابة البكتيريا لأي تهديد. نتيجة لذلك، تم العثور على البكتيريا المقاومة للمضادات الحيوية في بيئات نقية لا علاقة لها بالنشاط البشري مثل البقايا المجمدة والمكشوفة للماموث الصوفي، وفي القمم الجليدية القطبية وفي الكهوف المعزولة في أعماق الأرض.

### مضادات حيوية عالية الأولوية
ونشرت منظمة الصحة العالمية (WHO) قائمة منقحة في عام 2019 لـ "مضادات الميكروبات شديدة الأهمية للطب البشري، المراجعة السادسة" بقصد استخدامها "كمرجع للمساعدة في صياغة وتحديد أولويات تقييم المخاطر واستراتيجيات إدارة المخاطر لاحتواء مقاومة مضادات الميكروبات بسبب استخدام مضادات الميكروبات البشرية وغير البشرية للمساعدة في الحفاظ على فعالية مضادات الميكروبات المتاحة حاليًا.و يسرد مضادات الميكروبات ذات الأولوية القصوى على النحو التالي: الجيل الثالث والرابع والخامس من السيفالوسبورينات والجليكوببتيدات والماكروليد والكيتوليد والبوليميكسينات بما في ذلك الكوليستين والكينولونات بما في ذلك الفلوروكينولونات.
ونشرت وكالة الأدوية الأوروبية (EMA) مجموعة الخبراء المخصصين لمضادات الميكروبات (AMEG) أيضًا تصنيفًا محدثًا للمضادات الحيوية المختلفة في الطب البيطري من خلال مخاطر مقاومة المضادات الحيوية على البشر بسبب استخدامها جنبًا إلى جنب مع الحاجة إلى علاج الأمراض في الحيوانات من أجل الصحة وأسباب الرفاهية. يركز التصنيف بشكل خاص على الوضع في أوروبا. تم تصنيف المضادات الحيوية من الفئة أ («تجنب») على أنها «غير مناسبة للاستخدام في الحيوانات المنتجة للغذاء». تُستخدم منتجات الفئة ب («تقييد»)، والمعروفة أيضًا باسم المضادات الحيوية ذات الأولوية القصوى، كملاذ أخير فقط. وتشمل هذه الكينولونات (مثل الفلوروكينولونات)، والجيل الثالث والرابع من السيفالوسبورينات، والبوليميكسين، بما في ذلك الكوليستين. تم إنشاء فئة وسيطة جديدة من الفئة C («تحذير») للمضادات الحيوية التي يجب استخدامها في حالة عدم توفر منتج في الفئة D («الحذر») والذي سيكون فعالًا سريريًا. تشمل الفئة C الماكروليدات والأمينوغليكوزيدات، باستثناء سبيكتينوميسين، الذي يظل في الفئة D.
ان دليل لنقل مكروليد كانت الكائنات الدقيقة مقاوم للمن الحيوان إلى الإنسان ضئيلة، ومعظم البرامج دليل على أن مسببات الأمراض المثيرة للقلق في البشر نشأت في البشر وحافظت هناك، مع حالات نادرة من انتقال إلى البشر. تعتبر الماكروليدات مفيدة للغاية أيضًا في العلاج الفعال لبعض أنواع الميكوبلازما في الدواجن، ولوسونيا في الخنازير، والتهابات الجهاز التنفسي في الماشية وفي بعض الحالات والعرج في الأغنام.

## المواقف العالمية من استخدام المضادات الحيوية في حيوانات المزرعة

ان استخدام المضادات الحيوية في خريطة عالم الثروة الحيوانية (2010)

هل يتجاوز استخدام المضادات الحيوية للماشية الهدف المقترح؟. (2010)

### الاتحاد الأوروبي

استخدام المضادات الحيوية في الثروة الحيوانية في أوروبا

## البحث في البدائل

الاستخدام العالمي للمضادات الحيوية في الثروة الحيوانية تحت سيناريوهات التخفيض